# Yasuhiro Konishi

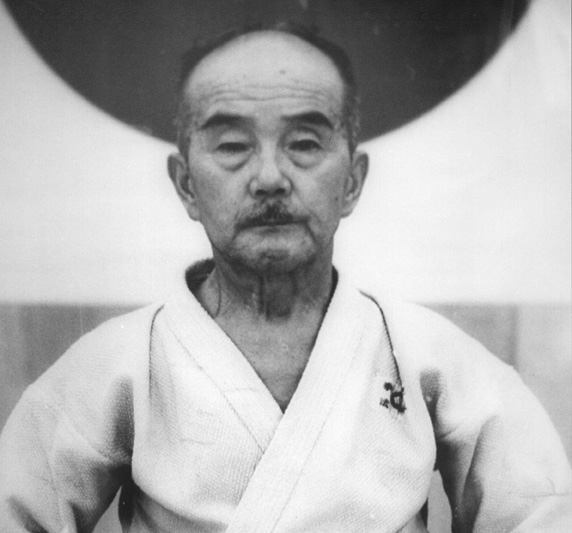
Yasuhiro Konishi

Yasuhiro Konishi (小西康裕, Konishi Yasuhiro; Takamatsu, 1893 - Tokio, 1983) was een Japanse karateka die de grondlegger was van Shindo Jinen-ryu, een karatestijl die onder Japan Karate-do Ryobu-kai valt.
Konishi studeerde onder een reeks Okinawaanse karatekas die hun verschillende stijlen over naar Japan brachten, met name Gichin Funakoshi, Kenwa Mabuni en Chojun Miyagi. Hij oefende ook extensief onder de grondlegger van aikido, Morihei Ueshiba.